# Superserien 2014
Superserien 2014 var Sveriges högsta division i amerikansk fotboll för herrar säsongen 2014. Serien spelades 23 maj–24 augusti 2014 och vanns av Carlstad Crusaders. Den utökades med ett lag jämfört med föregående säsong och den nya platsen gick till Limhamn Griffins. Serien var uppdelad i tre konferenser där lagen möttes i dubbelmöten i den egna konferensen och i enkelmöten mellan konferenserna. Vinst gav 2 poäng, oavgjort 1 poäng och förlust 0 poäng.
De fyra bäst placerade lagen gick vidare till slutspel. SM-slutspelet spelades 30 augusti–7 september och vanns av Carlstad Crusaders.

## Konferensindelning
Konferensindelningen baserades på lagens placering i grundserien 2013.
| Ranking | Konferens 1            |
| ------- | ---------------------- |
| 1       | Tyresö Royal Crowns    |
| 5       | Kristianstad Predators |
| 9       | Limhamn Griffins       |

| Ranking | Konferens 2             |
| ------- | ----------------------- |
| 2       | Uppsala 86ers           |
| 6       | STU Northside Bulls     |
| 7       | Stockholm Mean Machines |

| Ranking | Konferens 3          |
| ------- | -------------------- |
| 3       | Carlstad Crusaders   |
| 4       | Örebro Black Knights |
| 8       | Arlanda Jets         |

## Tabell
| Nr | Lag                      | S  | V  | O | F | GP  | IP  | PS   | P  |
| -- | ------------------------ | -- | -- | - | - | --- | --- | ---- | -- |
| 1  | Carlstad Crusaders (RM)  | 10 | 10 | 0 | 0 | 588 | 140 | +448 | 20 |
| 2  | Tyresö Royal Crowns (RL) | 10 | 9  | 0 | 1 | 370 | 134 | +236 | 18 |
| 3  | Örebro Black Knights     | 10 | 7  | 0 | 3 | 371 | 199 | +172 | 14 |
| 4  | Kristianstad Predators   | 10 | 6  | 0 | 4 | 270 | 192 | +78  | 12 |
| 5  | Uppsala 86ers            | 10 | 5  | 0 | 5 | 345 | 255 | +90  | 10 |
| 6  | STU Northside Bulls      | 10 | 4  | 0 | 6 | 227 | 323 | −96  | 8  |
| 7  | Stockholm Mean Machines  | 10 | 2  | 0 | 8 | 129 | 446 | −317 | 4  |
| 8  | Arlanda Jets*            | 10 | 1  | 0 | 9 | 117 | 568 | −451 | 2  |
| 9  | Limhamn Griffins (U)     | 10 | 1  | 0 | 9 | 184 | 344 | −160 | 2  |

Färgkoder:
|      | – Kvalificerad för mästerskapsslutspel      |
|      | – Nedflyttad till division 1                |
| (RL) | – Regerande ligamästare (seriesegrare)      |
| (RM) | – Regerande svenska mästare                 |
| (U)  | – Uppflyttad från division 1                |
| *    | – Nedflyttad efter säsongen på egen begäran |

## Matchresultat
| Hemma \ Borta           | AJ    | CC    | KP    | LG    | SMM   | STU   | TRC   | U86   | ÖBK   |
| Arlanda Jets            | —     | 28–71 | —     | 29–28 | —     | 14–48 | 6–70  | —     | 14–78 |
| Carlstad Crusaders      | 76–0  | —     | —     | 69–7  | —     | 80–6  | 28–18 | —     | 42–9  |
| Kristianstad Predators  | 41–13 | 35–56 | —     | 17–6  | —     | 36–18 | 0–11  | —     | —     |
| Limhamn Griffins        | —     | —     | 0–47  | —     | 56–13 | —     | 22–37 | 18–35 | 14–29 |
| Stockholm Mean Machines | 40–0  | 7–69  | 20–50 | —     | —     | 8–7   | —     | 20–42 | —     |
| STU Northside Bulls     | —     | —     | —     | 31–27 | 42–7  | —     | 0–43  | 55–35 | 20–39 |
| Tyresö Royal Crowns     | —     | —     | 38–18 | 37–6  | 55–0  | —     | —     | 37–26 | 34–28 |
| Uppsala 86ers           | 59–6  | 10–49 | 23–26 | —     | 61–14 | 34–0  | —     | —     | —     |
| Örebro Black Knights    | 57–7  | 20–48 | 17–0  | —     | 64–0  | —     | —     | 30–20 | —     |

1Kristianstad hade använt olicensierade spelare så Tyresö tilldömdes segern. 

## Slutspel

### Semifinaler
|       | 30 augusti 2014 | Carlstad Crusaders | 64 – 7                | Kristianstad Predators | Tingvalla IP |             |
| 17.00 | 17.00           |                    | (44 – 0) Matchrapport |                        | Publik: 788  | Publik: 788 |
| 17.00 | 17.00           |                    |                       |                        | Publik: 788  | Publik: 788 |
| 17.00 | 17.00           |                    |                       |                        | Publik: 788  | Publik: 788 |

|       | 30 augusti 2014 | Tyresö Royal Crowns | 13 – 19  | Örebro Black Knights | Tyresövallen |  |
| 18.00 | 18.00           |                     | (0 – 19) |                      |              |  |
| 18.00 | 18.00           |                     |          |                      |              |  |
| 18.00 | 18.00           |                     |          |                      |              |  |

### Final
|       | 7 september 2014 | Carlstad Crusaders | 49 – 9   | Örebro Black Knights | Tele2 Arena, Stockholm |  |
| 14.00 | 14.00            |                    | (28 – 9) |                      |                        |  |
| 14.00 | 14.00            |                    |          |                      |                        |  |
| 14.00 | 14.00            |                    |          |                      |                        |  |